# Letalski motor
Letálski motór je vrsta batnega in krožnega motorja z notranjim zgorevanjem, ki se uporablja pri letalih. Za pogon letal se uporabljajo tudi reaktivni in turbopropelerski motorji, ki se po delovanju precej razlikujejo od motorjev z notranjim zgorevanjem, vendar osnovne značilnosti veljajo za vse.

## Konstrukcija letalskega motorja
Letalski motorji morajo biti:
- lahki - težki motorji povečujejo maso praznega letala in zmanjšujejo maso koristnega tovora,
- primerne velikosti in aerodinamični - nameščeni veliki motorji z velikimi površinami imajo velik upor, relativno gledano trošijo veliko goriva in zmanjšujejo učinkovitost do neke mere, matematično najbolj učinkovit turboventilatorski motor je motor ki ima premer 4m                               (https://www.youtube.com/watch?v=ueTGjegTKoo), majhni motorji pa imajo majhen upor in majhno porabo a proizvedejo tudi manj moči oz. potiska.
- močni - za premagovanje teže in upora letala,
- zanesljivi - izguba moči pri letalih je veliko večji problem kot pri avtomobilih. Letalski motorji delujejo pri skrajnih temperaturah, tlakih in hitrostih, in morajo zato v vseh teh pogojih delovati zanesljivo in varno,
- popravljivi - stroški zamenjave morajo biti čim manjši. Manjša popravila so relativno poceni.

## Turbinski letalski motorji
Turbinski letalski motorji so prinesli revolucijo v letalsko in helikoptersko industrijo. Ponujajo veliko moč, majhno težo, majhne dimenzije, nizke stroške vzdrževanja, dolgo življenjsko dobo in zanesljivost delovanja. Uporabljajo se za pogon potniških, vojaških, raziskovalnih in poslovnih letal.
- turboreaktivni motor je bil uporabljen za prva potniška letala kot De Havilland Comet, Boeing 707, Douglas DC-8, teh motorjev skoraj ne izdelujejo več.
- turboventilatorski za sodobna potniška, transportna, vojaška, lovska in poslovna letala
- turbopropelerski po navadi za transportna in vojaška letala
- turbogredni za pogon helikopterjev, APU in hitrih čolnov

Turboreaktivni in turboventilatorski sta reaktivna  (reakcijska) (ang. jet) motorja. V preteklosti so načrtovali tudi uporabo jedrskih motorjev, ki namesto kerozina kot vir toplote uporabljajo jedrsko gorivo. V praktični uporabi se ti motorji niso pojavili nikoli. 
Poleg tega obstajajo še drugi reaktivni načini pogona, ki pa niso turbinski, uporabljajo se za vojaške in raziskovalne namene:
- raketni motor Messerschmitt Me 163, North American X-15
- potisna cev (ang.Ramjet in ScramJet) najhitrejše letalo Lockheed SR-71
- pulzni reaktivni motor (ang.PulseJet) V-1 raketa med 2. svetovno vojno
- motorjet

## Vrste batnih letalskih motorjev

### Vrstni motorji
Vrstni ali linijski motorji imajo valje razvrščene v eni vrsti. Po navadi imajo sodo število valjev: štiri ali šest. Vrstni motorji so lahko zračno ali vodno hlajeni. Z njimi lahko dosežejo dobre aerodinamične oblike. Če je ročična gred motorja nameščena nad valji, se motor imenuje viseči motor. Prednosti takšne namestitve ročične gredi so krajša pristajalna kolesa in boljša vidljivost pilota, lažje vzdrževanje, slaba pa da ima motor težave pri vžigu zaradi zalivanja svečk z mešanico in/ali motornim oljem (npr. nemška Daimler Benz in Junkers). Vrstni motorji imajo višja razmerja med težo in močjo kot drugi letalski motorji. Slabost vrstnih motorjev je njihova velikost, saj, če so večji, za hlajenje potrebujejo težak, občutljiv in ranljiv hladilni sistem. Zaradi tega imajo vrstni motorji letal majhne in srednje moči, vgrajeni pa so v lažja letala.

### Protibatni motorji
Protibatni motorji imajo dva niza valjev, nameščenih v nasprotni smeri. Ročična gred je nameščena v središču in je gnana z obeh strani. Protibatni motorji so lahko zračno ali vodno hlajeni, čeprav se v letalstvu največ uporabljajo zračno hlajeni. Motorji so lahko nameščeni navpično ali vodoravno. Prednost vodoravno nameščenih protibatnih motorjev je boljša vidljivost in zmanjšanje zastoja goriva, ki po navadi nastaja na spodnjih valjih. Relativna prednost protibatnih motorjev so tudi zelo majhne vibracije. To je zaradi tega ker bati ležijo levo in desno od ročične gredi in se pri delovanju uravnovešajo med seboj. So pa zelo težki.

### V-motorji
Valji v V-motorjih so razvrščeni v dveh nizih, postavljenih v vrsto in nagnjenih med seboj za 30 do 60 stopinj. V-motorji so lahko zračno ali vodno hlajeni.

### Zvezdasti motorji
Zvezdasti ali radialni motorji imajo valje razvrščene krožno okrog ročične gredi. Število valjev mora biti liho v vsaki vrsti: pet, sedem ali devet. Motorji imajo lahko več vrst valjev. Sodo število valjev omogoča drugim valjem da so v delovnem taktu, zaradi česar motor deluje mirneje. Moč zvezdastih motorjev je od 100 do 3800 KM. So neposredni nasledniki rotacijkih motorjev, veliko sestavnih delov je identičnih.
Podobni zvezdastim motorjem so krožni ali rotacijski motorji, kjer ročična gred miruje, okrog nje pa se vrti celotni blok valjev. Največ so se uporabljali v času med 1. svetovno vojno in malo po njej do leta 1920. So predhodniki zvezdastih oziroma radialnih motorjev. Eden izmed najmočnejših je Pratt & Whitney R-4360 Wasp Major s 3500 KM (2,610 kW), izdelali so jih čez 18.000.

## Moč letalskih motorjev
Letalski motorji z razliko od avtomobilskih dlje časa delujejo pri nastavitvah z velikimi močmi, zato morajo biti za isto moč grajeni bistveno bolj robustno, kot avtomobilski motorji. V splošnem letalski motor deluje z največjo močjo nekaj minut pri vzletu letala, nato se pri dvigovanju moč nekoliko zmanjša in nato večino časa deluje s tipično 65% do 75% polne moči. Avtomobilski motor bo 20% časa deloval s 65% močjo pri pospeševanju, preostali čas (ohranjanje hitrosti) pa z 20% močjo.
Moč batnih motorjev z notranjim zgorevanjem ali turbinskih letalskih motorjev se navaja v moči, ki je dovedena vijaku (običajno konjska moč), kar je navor pomnožen s številom vrtljajev na minuto ročične gredi. Vijak spreminja moč motorja v potisno moč, kjer je potisk funkcija nagnjenosti lopatic vijaka relativno glede na hitrost letala. Moč reaktivnih motorjev se podaja s potiskom.

## Zanesljivost
Konstrukcije letalskih motorjev se bolj kot k učinkovitemu nagibajo k zanesljivemu delovanju. Trajalo je mnogo let preden so bili motorji dovolj zanesljivi za let prek Atlantskega ali Tihega oceana. Napake motorjev v vseh fazah letenja na začetku spoznajo mladi piloti. Veliko se urijo tudi v zasilnem pristajanju brez delovanja motorjev dokler takšnih razmer ne obvladajo.
Dolgi časi delovanja motorjev, združeni z zahtevo po veliki zanesljivosti, pomenijo da morajo biti izdelani na način, da lahko delujejo tako brez težav. Motor in letalo se morata dvigniti v zrak, kar pomeni da je treba premagati veliko težo. Razmerje med potiskom in težo je eno od najpomembnejših lastnosti letalskih motorjev. Masa tipičnega letalskega motorja z močjo 186 kW (250 KM) je samo 15% skupne mase letala z maso 1400 kg.
V letalskih motorjih so preprosti sestavni deli in so zaradi zanesljivosti običajno v parih. Na primer vžigalni sistemi (vžigalne svečke in vžigalni magneti) ali črpalke za gorivo. Neodvisno delovanje teh delov zmanjšuje možnost da bi se ob okvari posameznega dela pokvaril tudi celotni motor. Zaradi tega se za zagotavljanje potrebne napetosti za vžig uporablja magnetni vžig, ki za delovanje uporablja trajne magnete in zato ne potrebuje akumulatorja. V batnih motorjih se uporabljata dva ločena sistema skupaj z dvema vžigalnima svečkama na valj. V normalnem obratovanju delujeta oba vžigalna magneta, v primeru okvare enega magneta pa pilot lahko preklopi na drugega, vendar na račun manjše izgube moči motorja. Poleg tega dvojne svečke omogočajo tudi boljše zgorevanje. Podobno ima mehanska črpalka za gorivo tudi nadomestno električno.
Druga razlika med avtomobili in letali je, da letala večino časa letijo z velikimi hitrostmi. To dovoljuje da je letalski motor hlajen zračno, z razliko od uporabe hladilnikov. Nekaj znanih batnih motorjev, kot je na primer serija motorjev Rolls-Royce Merlin, je bilo vodno hlajenih. Čeprav so bili učinkoviti, so bili bolj zapleteni in med bojem bolj ranljivi. Brez hladilnikov so bili letalski motorji lažji in manj zapleteni. Količina zračnega toka, ki ga prejme motor, je skrbno izbrana glede na pričakovano hitrost in višino letala, tako da motor ohranja optimalno temperaturo. Podobno kot pregrevanje, lahko tudi preveč hlajenja slabo vpliva na delovanje. Nekatera letala imajo nameščene tudi lopute, ki omogočajo ročno ali avtomatsko prilagajanje dotoka zraka v predel motorja.
Letalo deluje na večjih višinah, kjer je gostota zraka manjša kot na tleh. Ker motorji za zgorevanje goriva potrebujejo kisik, so zaradi tega primerni sistemi s prisiljenim polnjenjem, kot so turbopolnilniki ali kompresorji. Njihova uporaba spet povečuje stroške, maso in zapletenost, zmanjšuje pa zenesljivost.

### Uporaba več motorjev
V nekaterih državah za komercialni prevoz potnikov zahtevajo uporabo letal z dvema motorjema. V državah, kot so Kanada, Avstralija in ZDA, za nekatere komercialne prevoze (vključno s čarterji in včasih napovedanimi rednimi leti, kjer običajno uporabljajo motorje, gnane s turbinami) dovolijo uporabo enomotornih letal.
Zaradi drugega motorja lahko letalo ostane v zraku, oziroma se spušča počasneje, če en motor odpove, kar je pomembno za varnost pri letih nad vodo ali goratim ozemljem. Okvara motorja pri letalu z dvema batnima motorjema je lahko usodna na primer pri vzletu zaradi nesimetričnega potiska. 
Raziskava nesreč avstralskih čarterskih poletov med letoma 1986 in 1996 je pokazala, da je razmerje števila usodnih nesreč na uro za večmotorna letala trikrat večje od razmerja za enomotorna letala. Raziskava sicer ni upoštevala enakih pogojev pri letih in ni posebej obravnavala nesreč, ki so jih povzročili motorji. Po Ameriški ustanovi za zračno varnost kadar napaka motorja vodi do nesreče (npr. do škode ali poškodb), je 10% možnosti, da se je napaka pojavila v enomotornem letalu, in 50% možnosti da v dvomotornem.

## Velikost
Nekoč so bile vse izvedbe motorjev nove in ni bilo bistvene razlike med letalskimi in avtomobilskimi motorji, razen pri mazanju in pri vplinjačih. To se je spremenilo pred začetkom 1. svetovne vojne, ko je postal priljubljen določen razred zračno hlajenih krožnih (rotacijskih) motorjev. Ti motorji so imeli kratko življenjsko dobo, bili so zahtevni za izdelavo in s tem zelo dragi. Mazani so bili z ricinusovim oljem, ki je eden najmočnejših karminativov (dristil). Razen tega so imeli rotacijski motorji Gnome-Rhone »Monosoupappe« krmiljene samo izpušne ventile. Sesalni ventili so bili v batih in so se sami odpirali in zapirali, pač glede na gibanje batov. Gnome-Rhone rotacijski motorji so tekli s polno močjo ali pa sploh ne, le rotacijski motorji Clerget so imeli vse ventile, tako izpušne kot sesalne, krmiljene z dročniki in so zato poznali tudi prosti tek. Do 1920-tih so začeli veliko uporabljati podobne zvezdaste motorje, ki so bili nekakšen pozitiv rotacijskih motorjev. Rotacijski motorji so imeli izvrstno hlajenje, saj so se bati vrteli skupaj s propelerjem, a velik žiroskopski moment. Zvezdasti motorji pa so zaradi potrebe po povečanju moči dobili drugo vrsto z zamikom, vendar je bilo hlajenje lahko že problematično (npr. BMW zvezda motor v Focke-Wulfu 190A z dodatnim impelerjem). V primerjavi z vodno hlajenimi V-dvanajstvaljniki pa so imeli so veliko boljše razmerje med močjo in težo in so bili zelo zanesljivi.
Oba tipa motorjev, krožni in zvezdasti, sta bila pomanjkljiva zaradi velike čelne površine (glej zakon upora). Ko je naraščala hitrost letal in je zahtevala boljše aerodinamične oblike, so začeli uporabljati vodno hlajene vrstne motorje. Med 2. svetovno vojno so bili zvezdasti in vrstni motorji po moči in skupnih lastnostih v splošnem podobni, le nekateri starejši zvezdasti motorji so se izkazali za zanesljivejše. Po 2. sv. vojni so batni motorji vseh vrst iz vojaške uporabe hitro izginili, nadomestili so jih reakcijski motorji.

## Popravljivost
Za majhna letala, še posebej za uporabo v splošnem letalstvu, se uporabljajo mešane izvedbe, največkrat zračno hlajeni vrstni motorji s štirimi ali šestimi valji, nameščenimi vodoravno v nasprotni smeri. To so tako imenovani »bokser« motorji, podobne poznamo še iz VW hroščev. Takšni motorji imajo majhne čelne površine in so lahko na preprost način zračno hlajeni. Zahtevajo pa natančno montažo, da so učinkovito hlajeni, še posebej zadaj nameščeni valji. Da se dajo motorji praktično popraviti, je vsak valj možno zamenjati posebej, kakor tudi druge dodatne dele (črpalke, generatorje in magnetnoelektrične naprave). Prevladujejo ameriški motorji Lycoming in Continental. Tek takih motorjev je mirnejši, še posebno šestvaljnikov.

## Letalsko gorivo
Turbinski motorji lahko delujejo na več vrst goriv, vendar se daleč najbolj uporablja kerozin, ki je na voljo pri skoraj vsakem večjem letališču. Tako reaktivna, turbopropelerska letala in turbo-osni helikopterji po vsem svetu, uporabljajo isto gorivo - kerozin. Tudi batni diesel motorji v manjših letalih lahko delujejo na kerozin. Kerozin je tudi cenejši od drugih vrst goriva.
Letalski batni motorji za gorivo običajno uporabljajo letalski bencin. Trenutno je najbolj razširjen 100LL, z oktanskim številom 100, in vsebnostjo tetraetilsvinca. Vso letalsko gorivo izdelujejo po strogih kakovostnih standardih zaradi zmanjšanja napak delovanja motorjev. 100LL ima višje oktansko število kot avtomobilski bencin, predvsem zaradi zmanjšanja klenkanja (predetonacije), kar bi lahko poškodovalo motor. Letalski batni motorji delujejo pri nižjih kompresijskih razmerjih kot avtomobilski motorji in imajo zato manjši izkoristek. 100LL vsebuje svinčev tetraetil za dosego tako visokih oktanskih števil, kar so pri avtomobilskem gorivu že opustili. Zmanjšana dobava svinčevega tetraetila in možnost, da bo okolijska zakonodaja prepovedala njegovo uporabo, sta vzpodbudili iskanja nadomestnih goriv za letala v splošnem letalstvu.
Večino ultralahkih letal poganja navadni avtomobilski bencin, zelo razširjen je motor ROTAX 912. Slednji motor sam nastavlja zmes goriva in zraka za bolj optimalno delovanje. Pri motorjih z gorivom 100LL piloti skoraj vedno letijo z bolj bogato zmesjo gorivo-zrak, saj starejši tipi motorjev, ki uporabljajo uplinjač, zaradi neenakomerne porazdelitve zmesi gorivo-zrak po valjih pri bolj osiromašenih zmeseh ne tečejo gladko, poleg tega pa zaradi prerevne zmesi v nekaterih valjih lahko pride tudi do pregrevanja.

## Izumi

### Gospodarnost
Skozi celotno zgodovino konstrukcij letalskih motorjev se je težilo, da so bili naprednejši od avtomobilskih motorjev. Uporabljali so visokotrdnostne aluminijeve in jeklene zlitine veliko prej preden so jih v splošnem uporabljali pri avtomobilskih motorjih. Podobno so kmalu namesto uplinjačev imeli direktni vbrizg goriva, saj običajen uplinjač v vseh položajih letala ni deloval (npr. pri hrbtnem letu). Direkten vbrizg goriva pri batnih motorjih je podobno, kot pri podobnih avtomobilskih motorjih tudi v letalstvu omogočil zanesljivo obratovanje tudi pri precej osiromašenih zmeseh goriva in zraka, kar prinaša znatne prihranke goriva ob manjši izgubi moči. V letalske motorje so uvedli odmične gredi v glavah valjev, avtomobilski motorji pa so še naprej uporabljali stranske odmične gredi in stoječe ventile.
Danes je trg batnih letalskih motorjev premajhen in z novimi konstrukcijami ni dobička. Večina letalskih motorjev je izdelanih po konstrukcijah iz 1960-tih ali še prej, in iz enakih materialov, z enakimi orodji in sestavnimi deli. Denarna moč avtomobilske industrije je medtem pripomogla k izboljšavam. Novi avtomobili imajo vgrajene nekaj let stare motorje, zgrajene iz sodobnih zlitin in z naprednimi elektronskimi kontrolnimi napravami. Sodobni avtomobilski motorji ne zahtevajo veliko vzdrževanja, le dodajanje goriva in mazalnega olja, tudi nad prevoženih 100.000 km. Letalski motorji pa so v primerjavi z njimi težki, okoljsko sporni, ampak preizkušeni in zato zelo zanesljivi.
Veliko inovacij v zadnjih dvajsetih letih je bilo vloženo v ultralahka in amatersko izdelana letala, ter posledično v izboljšave motorjev. Podjetje Rotax je med drugimi za te vrste letal uvedlo več novih maloserijskih in cenovno dostopnejših motorjev. Najmanjši med njimi so dvotaktni, večji pa štiritaktni. Nekateri za doma narejena letala preurejajo tudi avtomobilske motorje.
Skozi zgodovino letalstva so se največ uporabljali Ottovi motorji, torej bencinski batni motorji. To ni zato, ker bi bili najboljši, ampak preprosto zaradi tega, ker so bili prvi in potrjevanje novih konstrukcij zanje je zahtevalo najmanj časa.

### Wanklov motor
Obetavna konstrukcija za uporabo v letalih je bil Wanklov krožni motor. Masa in velikost Wanklovega motorja sta približno za polovico manjši od tradicionalnega štiritaktnega batnega motorja z enako izhodno močjo. Wanklov motor je tudi preprostejši. Pri letalih je razmerje med močjo in težo zelo pomembno, kar daje prednost Wanklovemu motorju. Ker ima Wanklov motor običajno aluminijasto ohišje in jekleni rotor, se zaradi manjšega toplotnega raztezanja aluminija od jekla, ne bo pregrel. To je za letalstvo pomembno. Začetki gradnje letalskih Wanklovih motorjev segajo v čas po 2. svetovni vojni, vendar je letdaj letalska industrija začela na veliko uporabljati turbinske motorje. Verjeli so, da lahko turboreaktivni ali turbopropelerski motorji poganjajo vsa letala, največja in najmanjša. Wanklove motorje v letala niso na veliko vgrajevali, uporabila pa jih je Mazda v svojih športnih avtomobilih. V zadnjem času so razvili Wanklove motorje za uporabo v motornih jadralnih letalih, kjer so še posebej pomembni majhna velikost, masa in vibracije. Imajo pa veliko porabo dragocenega goriva in mazalnega olja.

### Dizelski letalski motor
Je pa dosegal velike višine poletov.
Tudi dizelski motorji so primerni za letalske motorje. V splošnem so dizelski motorji zanesljivejši in primernejši za dolgotrajno uporabo s srednjimi močmi. Zaradi tega se na primer veliko uporabljajo za pogon traktorjev. V 1930-tih so poskusili izdelati več dizelskih letalskih motorjev, vendar tedanje zlitine niso prenesle precej višjih kompresijskih razmerij. Ti motorji so imeli nizka razmerja med močjo in maso. 
Zaradi izboljšav pri avtomobilskih dizelskih motorjih, uvedbe turbopolnilnikov, veliko boljšega razmerja med močjo in maso, velikega navora pri nizkih vrtljajih, učinkovitejše porabe goriva in pa visoke cene bencina, so se ponovno začeli zanimati za to vrsto pogona. 
Dizelski letalski motorji po navadi delujejo na dizelsko gorivo, pa tudi na kerozin, ki je na voljo skoraj na vsakem večjem letališču in je tudi cenejši. Podjetje Thielert že prodaja ustrezne dizelske letalske motorje za majhna letala. Tudi druga podjetja razvijajo takšne motorje. Trenutno turbodizelski letalski motorji predstavljajo največjo možnost za uporabo v lahkih letalih. 

### Električni letalski motorji
Za pogon manjših letal, kot so športna, jadralna in nekatera brezpilotna letala se preučuje možnost uporabe elektromotorjev v samostojni izvedbi (napajanje z akumulatorji) ali pa v kombinaciji z motorji z notranjim zgorevanjem (hibridni pogon).